# Antillergulden
Antillergulden (NAƒ - Antilliaanse gulden) är den valuta som används i en valutaunion i vissa områden i Västindien som tillhör Nederländska Antillerna. Valutakoden är ANG. Lokalt används ofta förkortningen NAF. 1 gulden = 100 cents.
Valutan infördes år 1828. 
År 2010 upplöstes Nederländska Antillerna som politisk enhet och delades upp i fem delar. 2012 kommer valutan Antillergulden byta namn till Karibisk gulden, och användas i två av delarna nämligen Curaçao och Sint Maarten.
Tre delar av de f.d. Nederländska Antillerna, Bonaire, Saba och Sint Eustatius blev 2010 egentliga delar av Nederländerna, men använder från 2011 US dollar som valuta istället för Antillergulden.
Valutan har en fast växelkurs till kursen 0,56 US dollar (USD $), det vill säga 1 ANG = 0,56 USD och 1 USD = 1,79 ANG. Valutan har varit knuten till USD sedan 1940, en period då Tyskland lade sig i Nederländernas inrikespolitik, och Nederländerna Antillerna gjorde sig mer självständiga.
I Karibien finns ytterligare ett område som är delvis självständigt under Nederländerna, nämligen Aruba, som har den egna valutan Arubansk florin.

## Användning
Valutan ges ut av Bank van de Nederlandse Antillen (BNA) som grundades i februari 1828 och har huvudkontoret i Willemstad på Curaçao.
Används eller användes i fem territorier:
- Bonaire
- Curaçao
- Saba
- Sint Eustatius
- Sint Maarten

## Valörer
- Mynt: 1, 2½ och 5 gulden
- Underenhet: 1, 5, 10, 25, 50 cent
- Sedlar: 5, 10, 25, 50, 100 och 250 (används i praktiken ej) ANG